# クルディスタン人
もしかして
- クルド人

ではありませんか？